# Technische Universität Posen
Die Technische Universität Posen (polnisch: Politechnika Poznańska) ist eine Technische Universität in der polnischen Stadt Posen mit rund 14.138 Studenten (Stand: 12/2023) und 2000 wissenschaftlichen Angestellten (Stand: 2005).
Die Universität ist Mitglied der Konferenz Europäischer Schulen weiterführender Ausbildung und Forschung (CESAER), der führenden ingenieurwissenschaftlichen Universitäten in Europa.
Derzeitiger Rektor der Universität ist Teofil Jesionowski (2021).

## Fakultäten

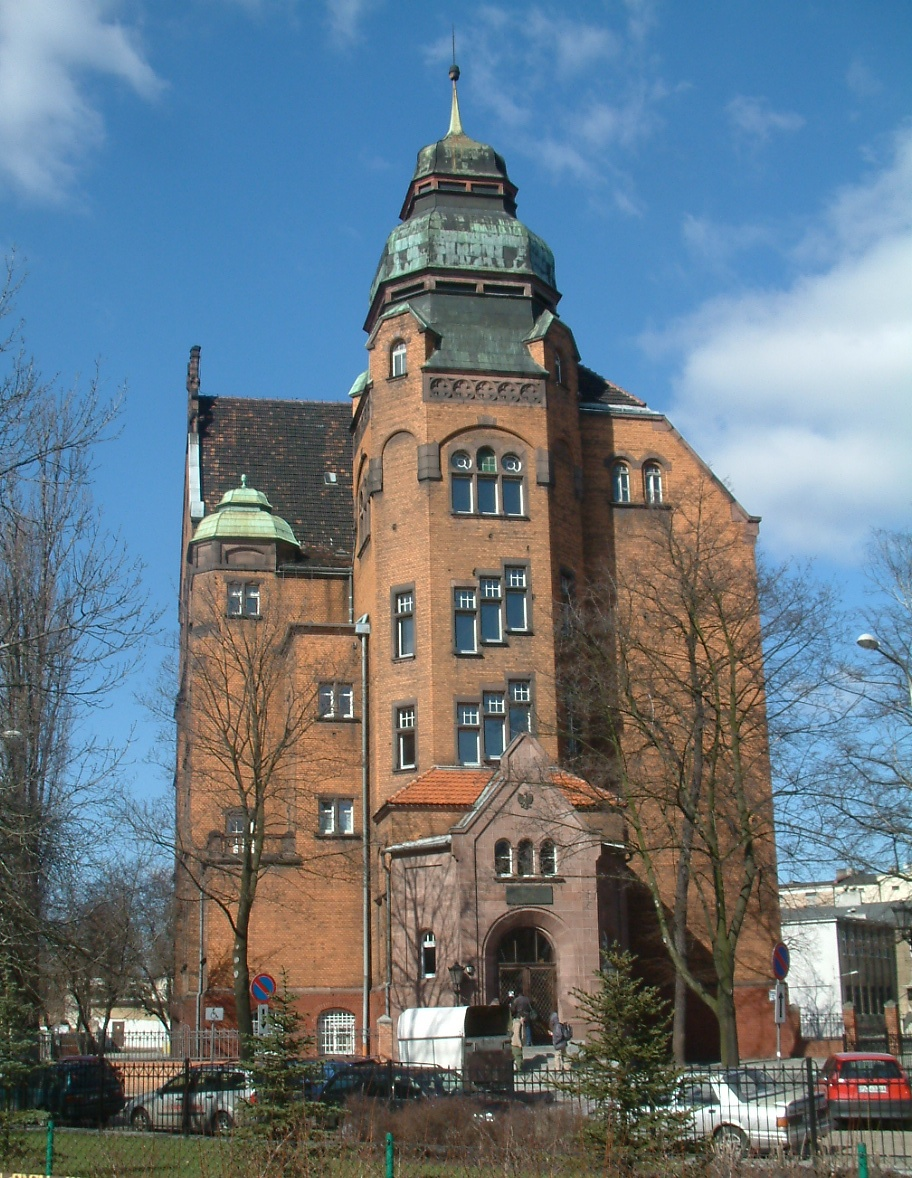
Rektoratbüros der TU-Posen

Die Technische Universität Posen wurde 1919 als Wyższa Szkoła Budowy Maszyn (Maschinenbauhochschule) gegründet und nach einer Erweiterung um weitere Fakultäten Mitte der 1920er in Wyższa Szkoła Budowy Maszyn i Elektrotechniki (Maschinenbau- und Elektrotechnikhochschule) umbenannt wurde. Sie umfasst heute neun Fakultäten.
- Architektur
- Bauingenieurwesen
- Chemietechnik
- Informatik und Unternehmensführung
- Elektronik und Telekommunikation
- Elektrotechnik
- Maschinenbau
- Maschinen und Transport
- Technische Physik